# Call to Power II
Call to Power II je strategická hra, pokračování Civilization: Call to Power.
Jde o pokračování hry Civilization, která musela být přejmenována na Call to Power II kvůli sporu firmy Activision s firmou Microprose. Firma Activision už nikdy od té doby nemůže použít slovo Civilization pro své hry.

## Hra
Call to Power II je vlastně taková jiná civilizace, která se podobá té naší. Hra zahrnuje zakládání měst, rozvoj infrastruktury, diplomacie i vědy. Od první Civilisation vydané na počátku devadesátých let se na konceptu hry v dalších dílech nic podstatného nezměnilo. Přibyla jen lepší grafika, pestřejší a vyváženější sada bojových jednotek a propracovanější a pohodlnější ovládání. První Call To Power přinesl několik inovací.

## Novinky
1. Není nutné posílat jednotky pro stavění menších okolních budov jako jsou: doly, obchody, cesty, atd.
2. Nový způsob války, při kterém je možné využít speciální jednotky, které mohou zničit město velice jednoduše, jako například: otrokář, agent, ninja nebo obchodník.
3. Centrální ovládání – přerozdělování surovin a přidání velitele města, který se samostatně stará o vaše město podle vašich příkazů.
4. Jedna z nejvyspělejších diplomacií, která umí podle různých diplomatických situací umožňovat nové diplomatické akce.
5. Lepší ovladatelnost a přehlednost.